# Bayu Mulu
Bayu Mulu (ur. 24 września 1978) – etiopski piłkarz występujący na pozycji pomocnika. Zawodnik klubu Al-Saqr.

## Kariera klubowa
Mulu karierę rozpoczynał w zespole Saint-George SA. W 1999 roku zdobył z nim mistrzostwo Etiopii oraz Puchar Etiopii. W tym samym roku przeszedł do belgijskiego trzecioligowca, KRC Gent-Zeehaven. Spędził tam cztery lata. W 2005 roku podpisał kontrakt z jemeńskim Al-Saqr. W 2006 roku, a także w 2010 roku zdobył z nim mistrzostwo Jemenu.

## Kariera reprezentacyjna
W reprezentacji Etiopii Mulu grał w latach 2001-2003.